# Robert Moore Williams
Robert Moore Williams (n. 1907, Farmington⁠(d), Missouri, SUA – d. 12 mai 1977, SUA) a fost un scriitor american, în principal de science fiction. Printre pseudonimele pe care le-a folosit se numără John S Browning, H. H. Harmon, Russell Storm și E. K. Jarvis.

## Biografie
Williams s-a născut în Farmington, Missouri⁠(d). A absolvit Școala de Jurnalism din Missouri în 1931. Prima sa povestire publicată a fost „Zero as a Limit”, care a apărut în Astounding Science Fiction în 1937, sub pseudonimul Robert Moore. A fost un autor prolific de-a lungul carierei sale, ultimul său roman apărând în 1972. Seria sa Jongor a fost publicată inițial în foileton în Fantastic Adventures⁠(d) în anii 1940 și 1950 și a apărut sub formă de carte în 1970. Până în anii 1960 a publicat peste 150 de povestiri.

### SeriaJongor
- Jongor of Lost Land (1940, republică 1970)
- The Return of Jongor (1944, republică 1970)
- Jongor Fights Back! (1951, republică în 1970 fără semn de exclamare)

### SeriaZanthar
- Zanthar of the Many Worlds (1967)
- Zanthar at Moon's Madness (1968)
- Zanthar at the Edge of Never (1968)
- Zanthar at Trip's End (1969)

### Romane
- World Beyond the Sky (1943) roman publicat doar în revista Startling Stories⁠(d) (ianuarie 1943)
- The Chaos Fighters (1955)
- Conquest of the Space Sea (1955) publicat împreună cu The Galactic Breed de Leigh Brackett
- Doomsday Eve (1957) împreună cu Three to Conquer de Eric Frank Russell
- The Blue Atom (1958) împreună cu The Void Beyond and Other Stories
- World of the Masterminds (1960)
- The Day They H-Bombed Los Angeles (1961)
- The Darkness Before Tomorrow (1962)
- King of the Fourth Planet (1962)
- Walk Up the Sky (1962)
- Flight from Yesterday (1963)
- The Star Wasps (1963) publicat împreună cu Warlord of Kor de Terry Carr
- The Lunar Eye (1964)
- The Second Atlantis (1965), broșură Ace Books F-335
- Vigilante 21st Century (1967)
- The Bell From Infinity (1968)
- When Two Worlds Meet (1970)
- Beachhead Planet (1970)
- Now Comes Tomorrow (1971)
- Seven Tickets to Hell (1972)

### Colecții de povestiri
- The Void Beyond and Other Stories; Vidul de dincolo și alte povești (1958)
- To The End of Time and Other Stories; Până la sfârșitul timpului și alte povești (1960)
- When Two Worlds Meet: Stories of Men on Mars; Când două lumi se întâlnesc: poveștile oamenilor de pe Marte (1970)
- Sinister Paradise and Other Tales from the Pulps (2010)
- Time Tolls for Toro and Other Tales (2014)

### Povestiri selectate
- "Missing: Millions in Radium" (Amazing Stories dec. 1939)
- “The Bridge to Earth” (1939)
- “Planet of the Gods” (1942)
- “The Lost Warship” (1943)
- “The Bees of Death” (1949)
- “Beyond the Rings of Saturn” (1951)
- “Sinister Paradise” (1952)
- “Thompson's Cat” (1952)
- “The Next Time We Die” (1957)

### Non-ficțiune
- Love Is Forever - We Are For Tonight (1970), numit un roman pe copertă, este însă o autobiografie